# لوسيوس إيليوس
لوسيوس إيليوس قيصر هو شريف رومي من القرن الثاني الميلادي تبناه الإمبراطور إدريانس وأعطاه لقب قيصر ليكون ولي عهده المنتظر. لكن بسبب وفاته أصبح أنطونيوس بيوس هو الإمبراطور ألذي خلف ادريانس. من زواجه بأفيديا بلاوتيا أصبح والد الإمبراطور لوسيوس أورليوس فيروس.